# Azawakh
Pour les articles homonymes, voir Azawak.
 (juillet 2014).
Si vous disposez d'ouvrages ou d'articles de référence ou si vous connaissez des sites web de qualité traitant du thème abordé ici, merci de compléter l'article en donnant les références utiles à sa vérifiabilité et en les liant à la section « Notes et références ».
L'Azawakh, Azawagh  est un lévrier originaire d'une région sahélienne comportant une partie du Mali, de l'Algérie, du Niger et du Burkina Faso. Il tire son nom de la vallée de l'Azawagh, un vaste territoire situé près du plateau central du Niger et de la frontière du Mali. On l'appelle aussi Lévrier Touareg, Sloughi Touareg, ou encore Lévrier du Sud saharien. Son nom d'origine en langue touarègue est oska, terme qui signifie « lévrier » et qualifie aussi une personne, un animal ou une chose digne d'éloge. 

## Histoire
L'Azawakh est un lévrier d'origine ancienne, utilisé par les tribus nomades du sud du Sahara comme un chien de chasse. Il a d'abord été élevé par les Berbères avant d'être aussi élevé par les Dahoussaq et les Peuls Wodabés. Les pasteurs paléo-berbères de bovins ont représenté dans l'art rupestre du Sahara, sur les parois des abris du Tassili n’Ajjer (en Algérie), un lévrier très proche du tessem égyptien et de l’oska actuel. Des découvertes archéologiques faites sur le site d’Azelik dans l'Azawagh ont notamment livré des restes de ce lévrier associés à des ossements humains datant de 1500 av. J.-C..
À l'origine, ce lévrier était utilisé pour la chasse, sa rapidité convenant très bien à la poursuite des antilopes et à la capture des oiseaux au vol. Sa beauté en faisait également un animal d'apparat et de compagnie.
En octobre 1967, Gervais Coppé découvre ce chien à Gao (Mali) et fait venir un couple (Réhéouel et Reylane) des campements touaregs de la vallée de l'Azawakh (Est de Ménaka). Il l'amène en France en juillet 1968 avec ses maîtres et les installe au pied du château de Pierrefonds (Oise). La naissance de la première portée de ce couple à Pierrefonds se produit en décembre 1968 en tant que Sloughi, puisque la race n'est pas encore reconnue. Considérée comme Sloughi, cette race a été reconnue par la Fédération cynologique internationale (FCI) en 1981 (qui publie un standard en 1982) sous le nom de Lévrier de l'Azawakh.
En 1973, quelques amateurs passionnés de la race (Guy Mazel, Gervais Coppé, Renato et Maryvonne Parigi) déposent les statuts du Club du Lévrier Touareg en vue d'obtenir de la FCI la reconnaissance d'un standard pour cette population canine. La thèse du Dr Vétérinaire François Roussel, soutenue en 1975, contribuera alors au succès de la démarche. Ce lévrier appartient bien à la culture berbère, à la différence du lévrier des Arabes, le Sloughi.
La première version du standard comportait des carences. Car le terme « Lévrier de l'Azawakh » fait référence à un espace géographique (un toponyme) alors que ce stock canin appartient à des sociétés pastorales (Touaregs, Dahoussaqs et Peuls) qui l'ont façonné, élevé et transmis depuis plus de deux millénaires. Et l'ont nommé d'un terme berbère parfaitement univoque : Oska. Autre erreur de cette première version du standard, la robe bringée, qui a été pénalisée par les juges pendant plus de dix ans. De nos jours, toutes les robes rencontrées et listées dans la thèse du Dr Roussel ne sont toujours pas reconnues.
Après plusieurs révisions, le standard est toujours détenu par la Société Canine de France, et géré par son Club des Lévriers d'Afrique et de la Méditerranée -le Clamed-
qui en exerce la tutelle.
Une superbe scène de chasse traditionnelle dans les dunes, filmée par Raymond Depardon, est visible dans Journal de France.

## Caractère
Vif et attentif, c'est un animal qui peut se montrer un peu distant, surtout avec les étrangers. Il recherche peu les caresses.
Doux et sensible, il nécessite un dressage patient, à commencer dès son plus jeune âge. Ce chien est aussi un chasseur rustique, vif et résistant.
Vigilant et farouche, c'est un bon gardien. Il a aussi un caractère décidé.
Si vous voulez lui faire plaisir vous pouvez l'amener aux entrainements de la poursuite à vue sur leurre (Coursing, PVL).

## Soins

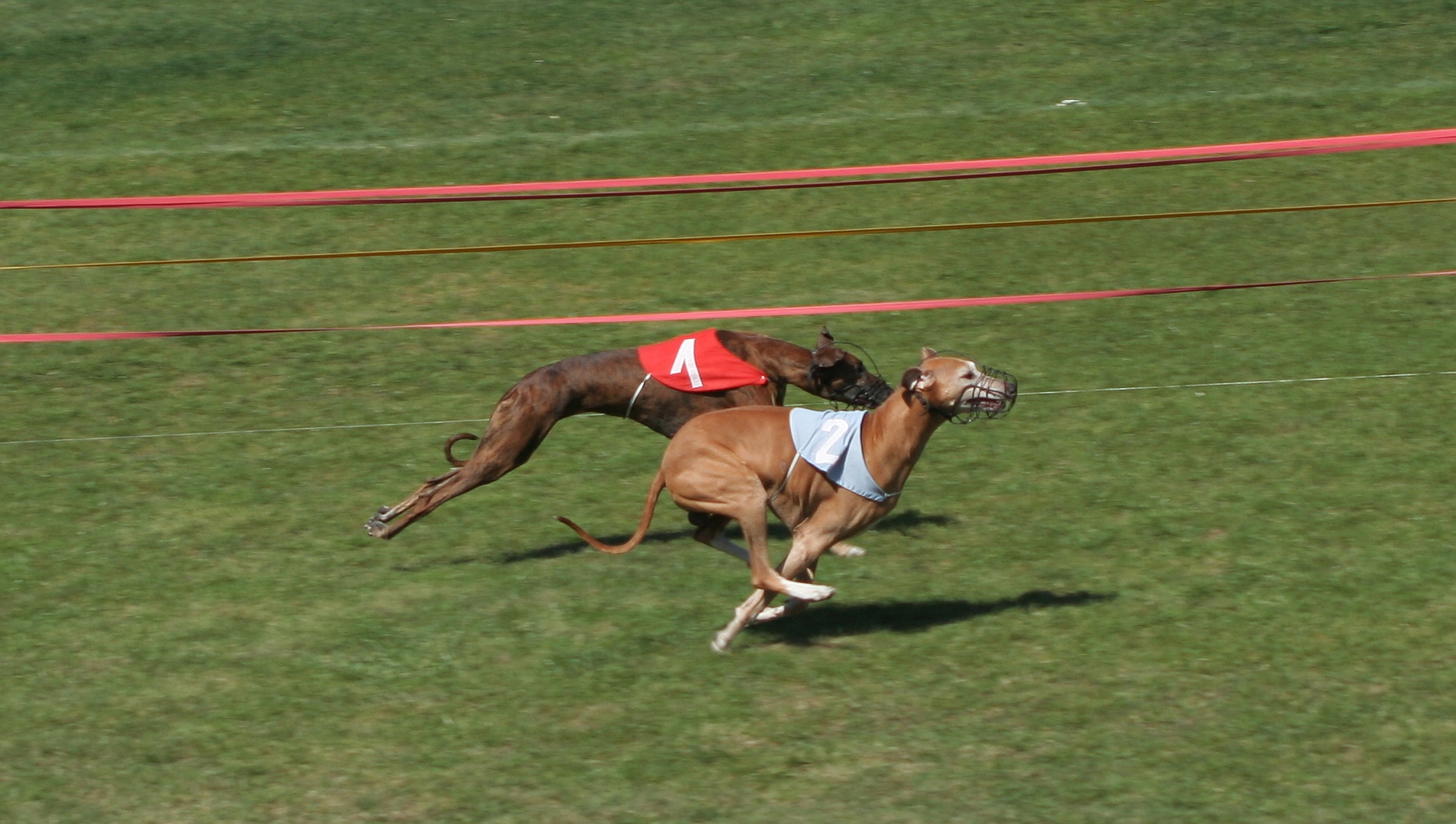
Courses d'Azawakh.

On ne lui connaît pas de problème de santé particulier.
Son poil très fin nécessite un bon brossage hebdomadaire.
C'est un chien taillé pour la course qui a donc un besoin d'espace et de beaucoup d'exercice.

## Vitesse de pointe
Chasseur, il est d'abord un coureur de fond des zones arides. Il peut poursuivre des gazelles à 40 km/h sur une longue distance, avec des pointes à près de 60 km/h. Les nomades ont pu l'associer à la chasse au lion, espèce aujourd'hui disparue de la zone. Sa proie de prédilection était la gazelle, devenue très rare avec la désertification. Cet auxiliaire des pasteurs contribue à protéger le cheptel des prédateurs les plus redoutés : la hyène et le chacal.

## Photos

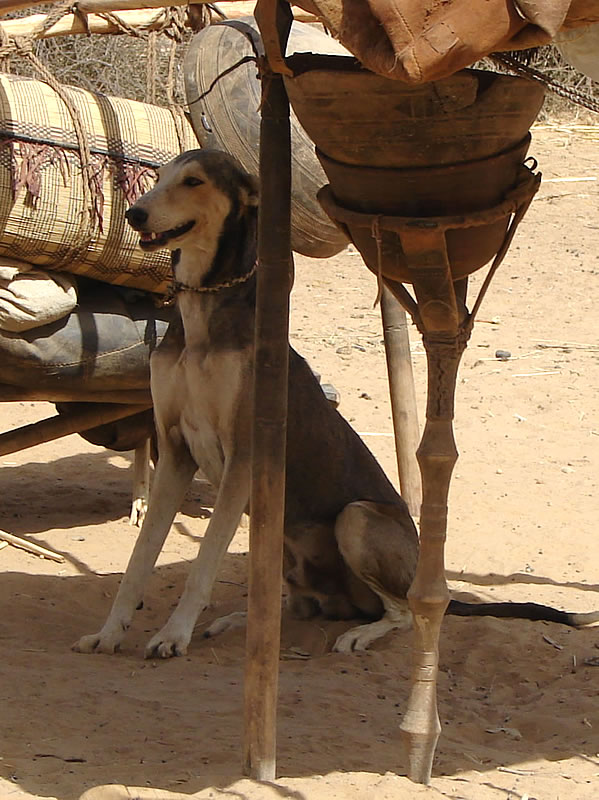
Azawakh mâle de couleur Grizzle au Mali.
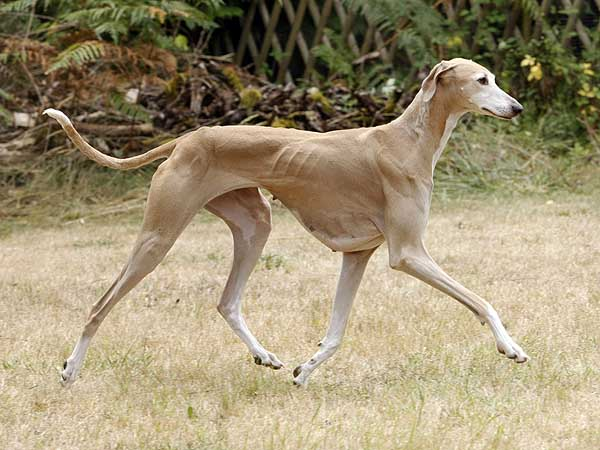
V-Amschisch de Garde-Epée.
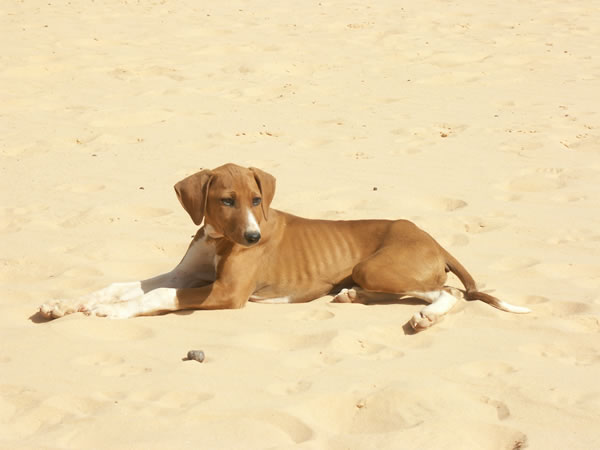
Taussit, chiot mâle au Niger[7].
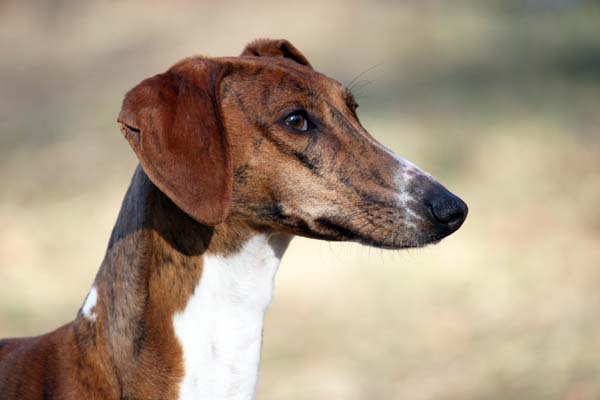
Baya Kabisha de Garde-Epée[8].
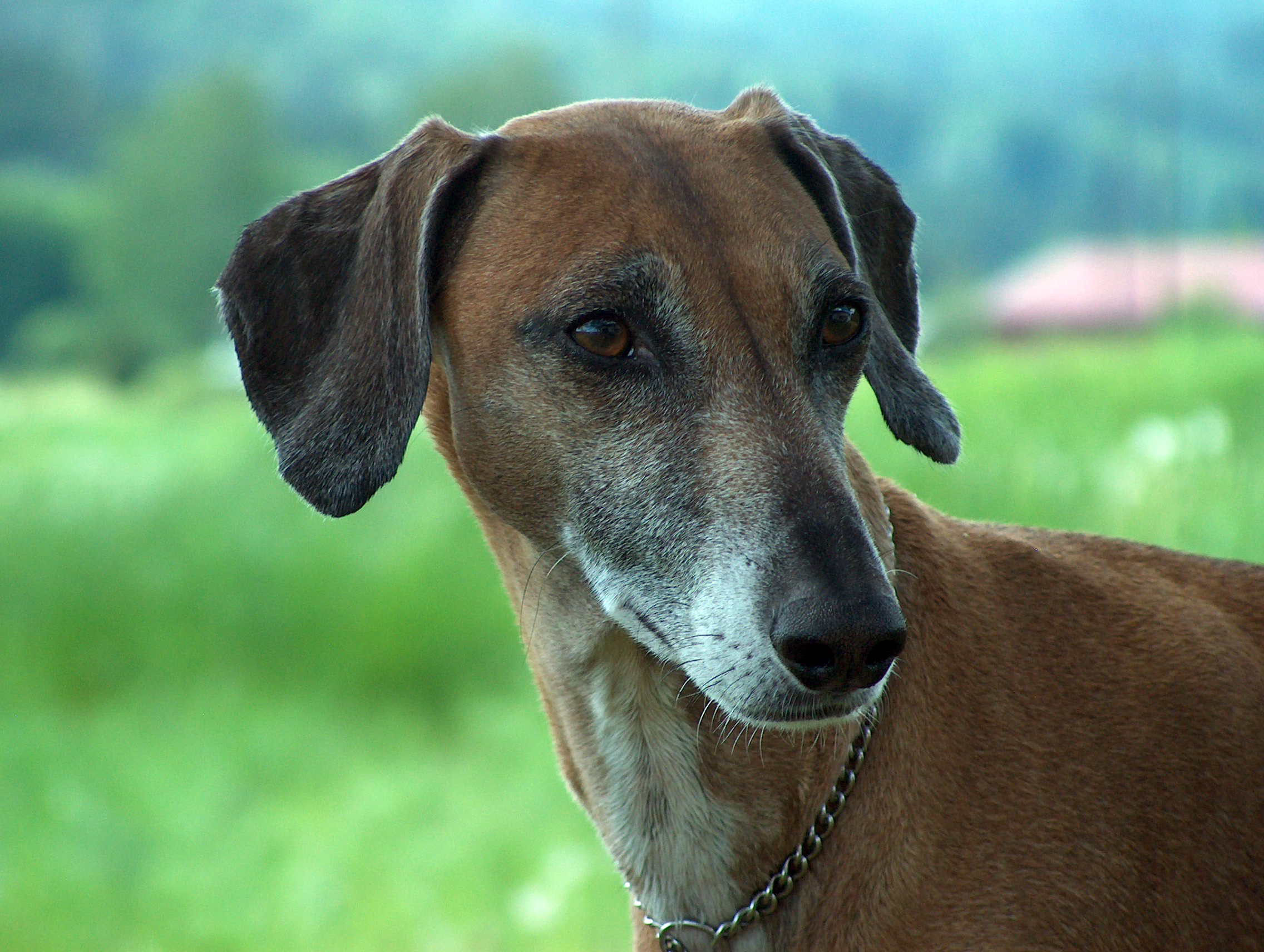
Tête d'Azawakh.
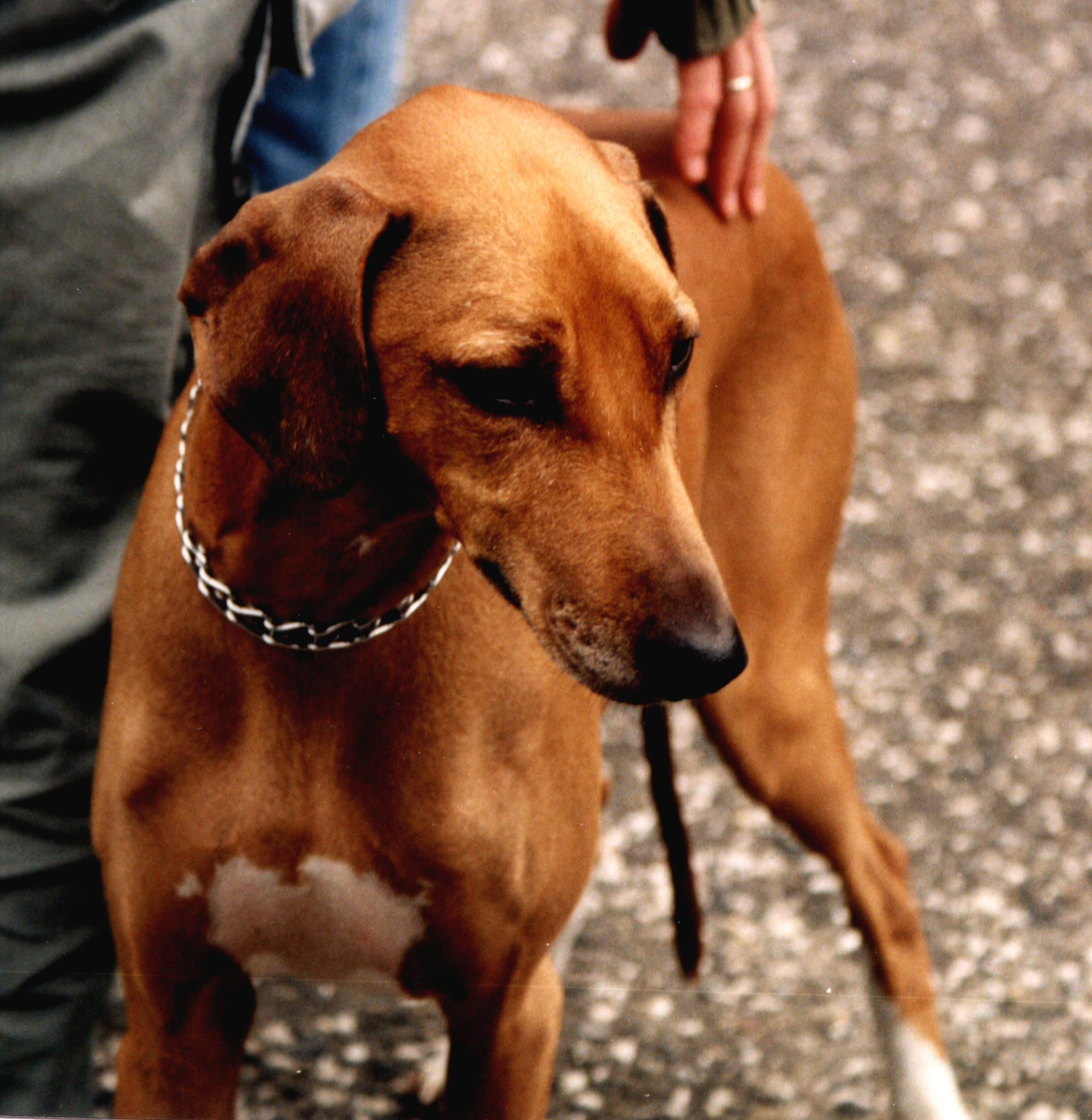
Azawakh africain.
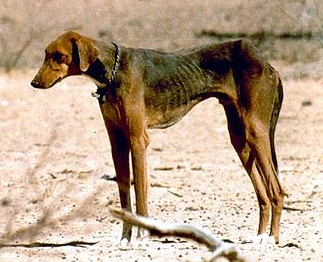
Azawakh mâle au Sahel.
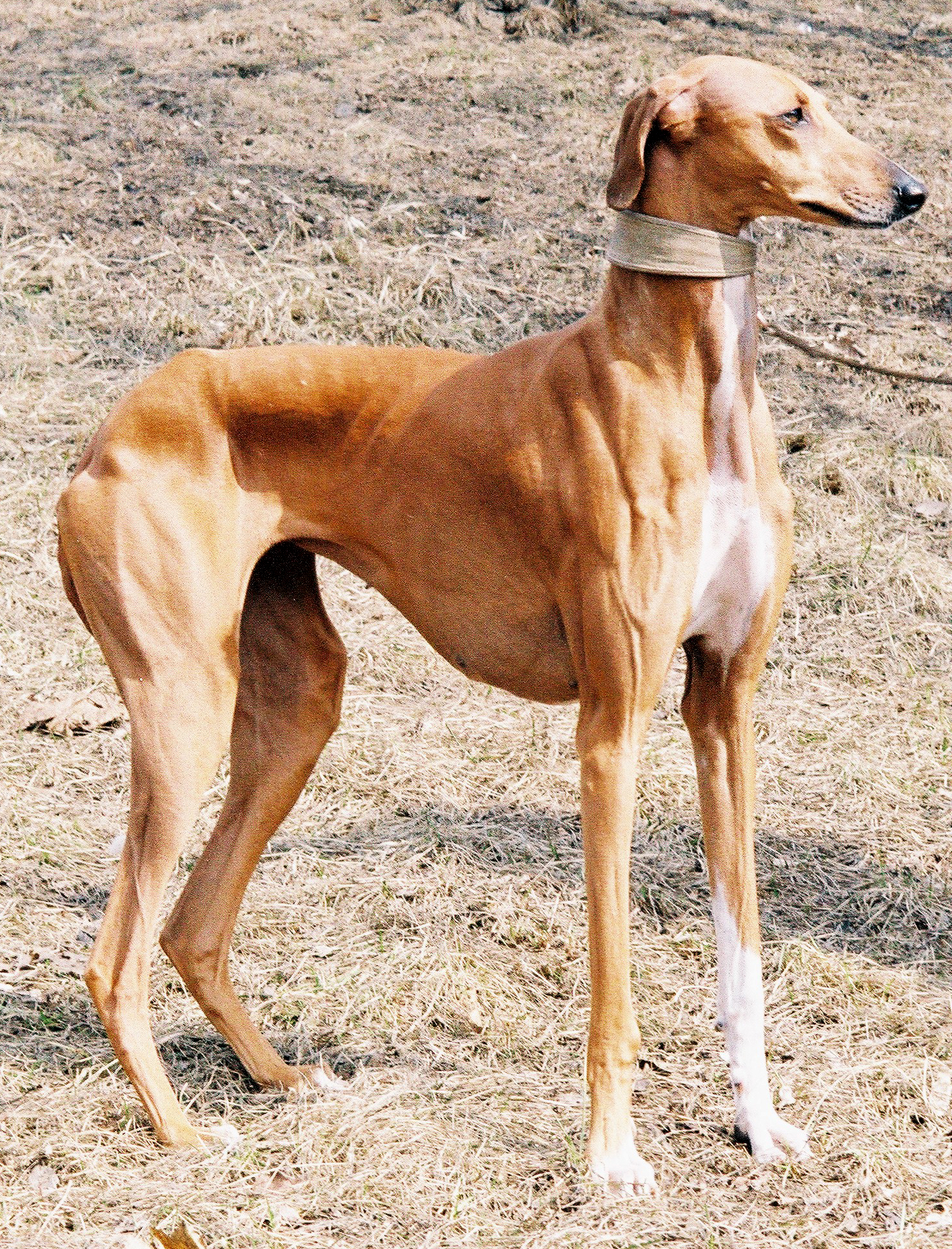
Azawakh lors d'une exposition canine à Katowice.
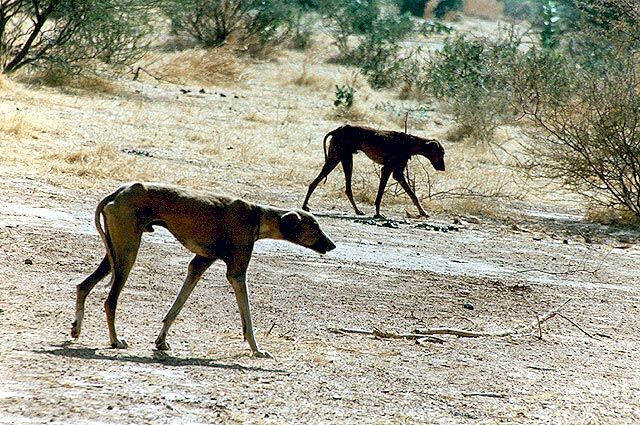
Azawakh dans la nature.
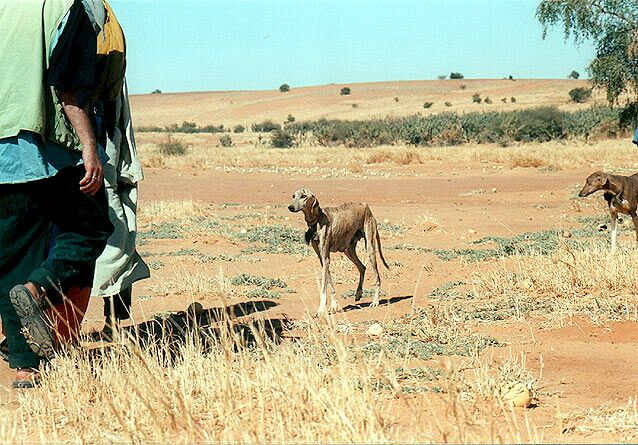
Azawakh dans la nature.
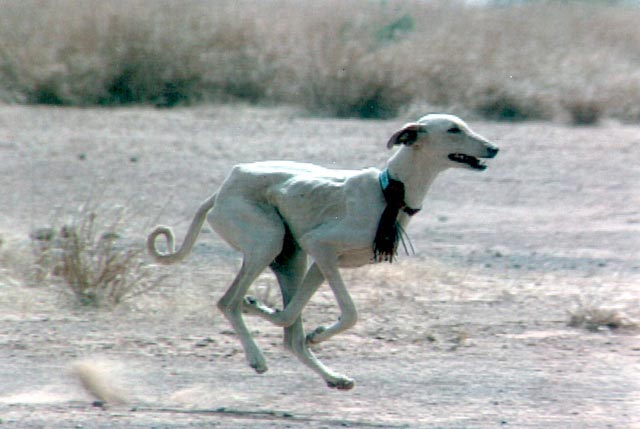
Azawakh blanc qui court.
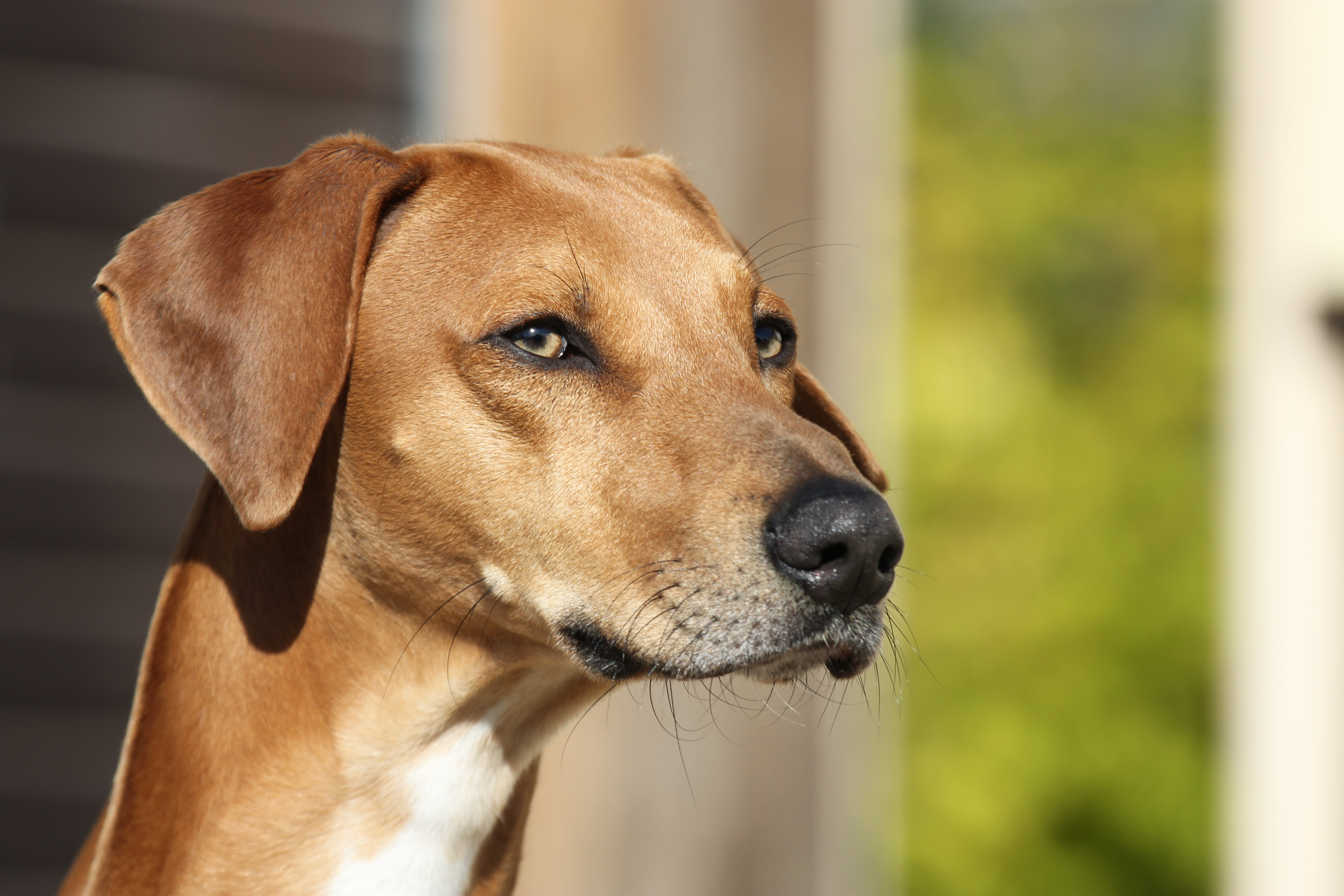
Tête d'un Azawakh Fahim Kel Az'Amour.
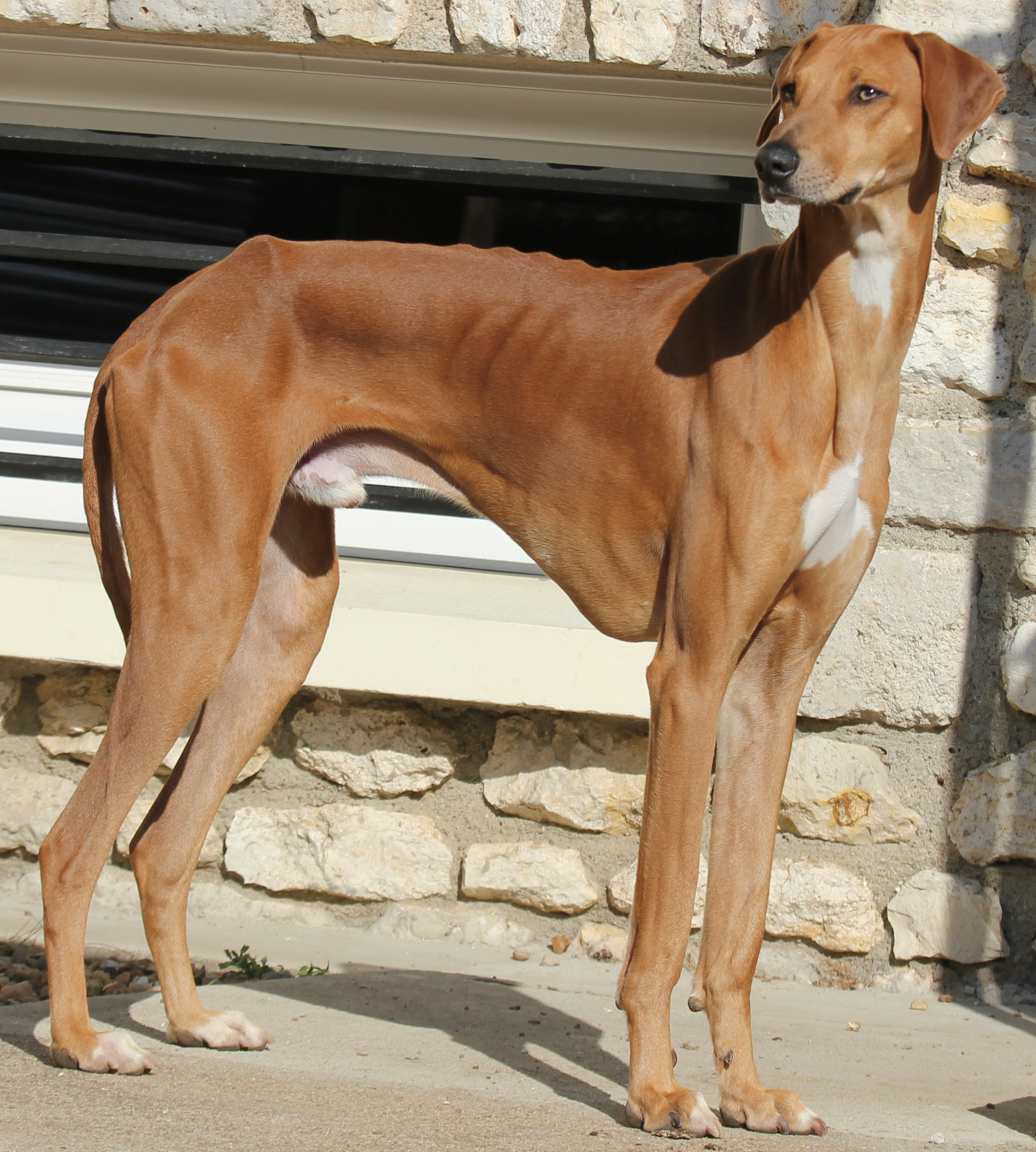
Un Azawakh Fahim Kel Az'Amour âgé de 13 mois.
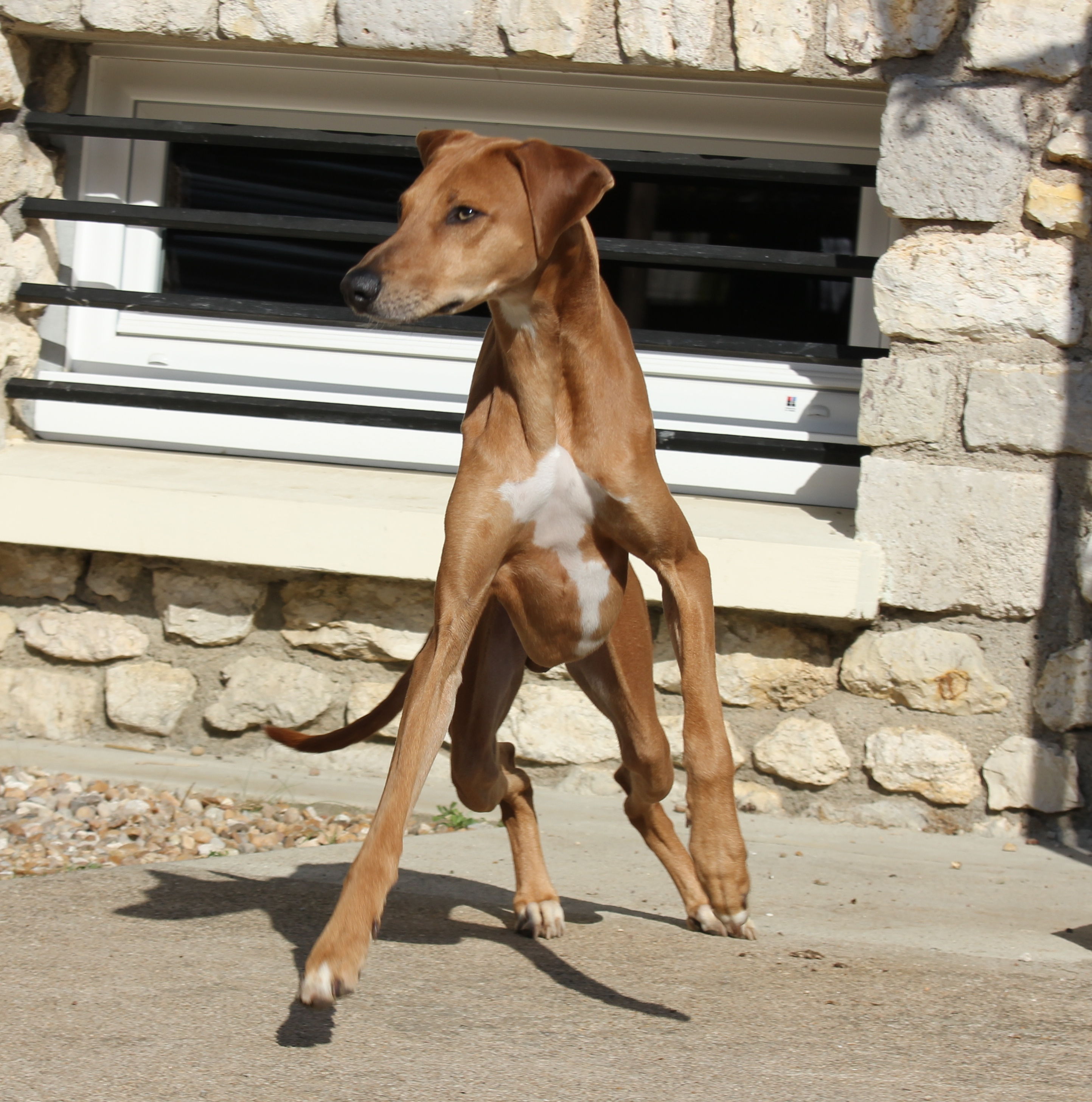
Un Azawakh Fahim Kel Az'Amour en action.
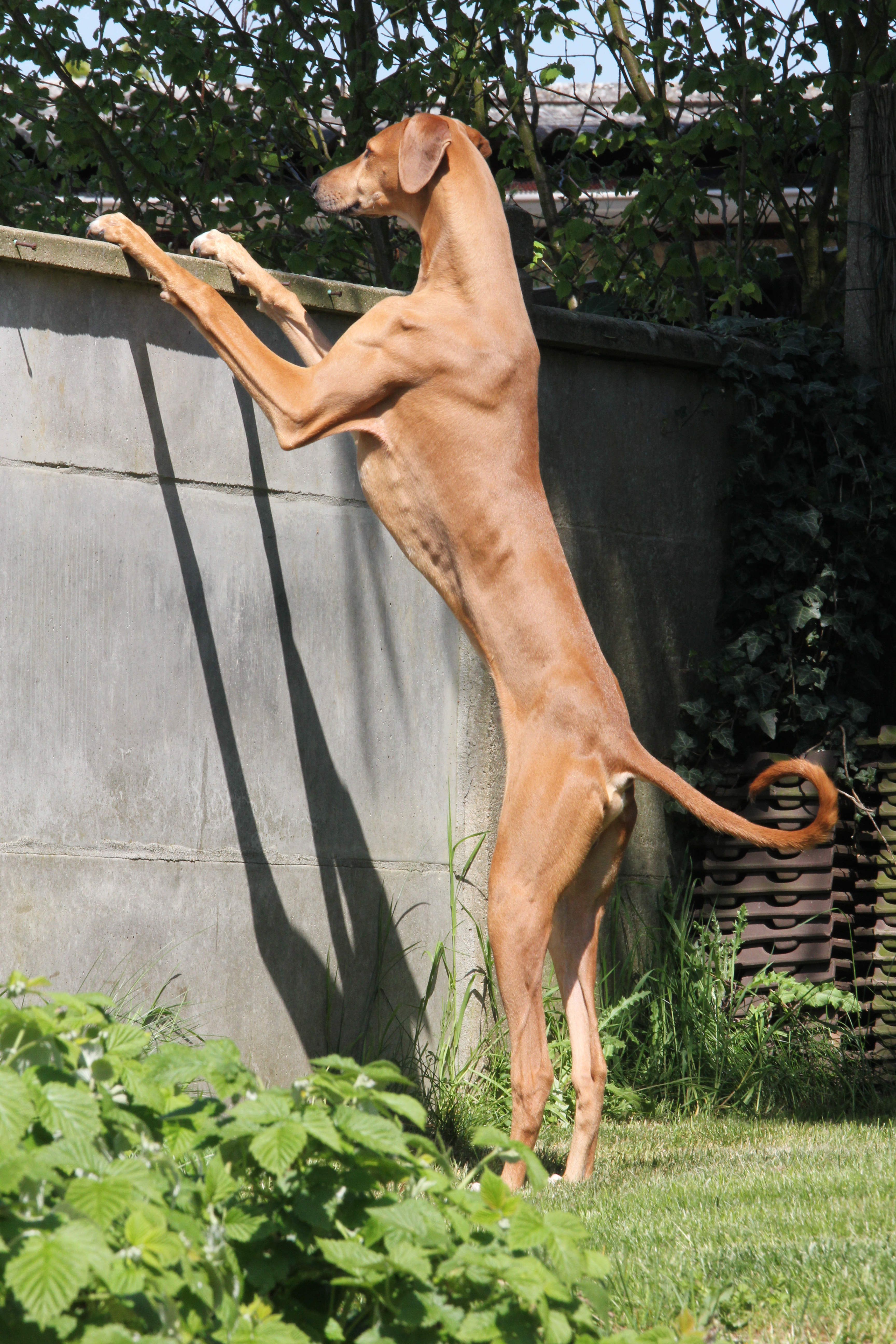
Un Azawakh Fahim Kel Az'Amour âgé de 7 mois.
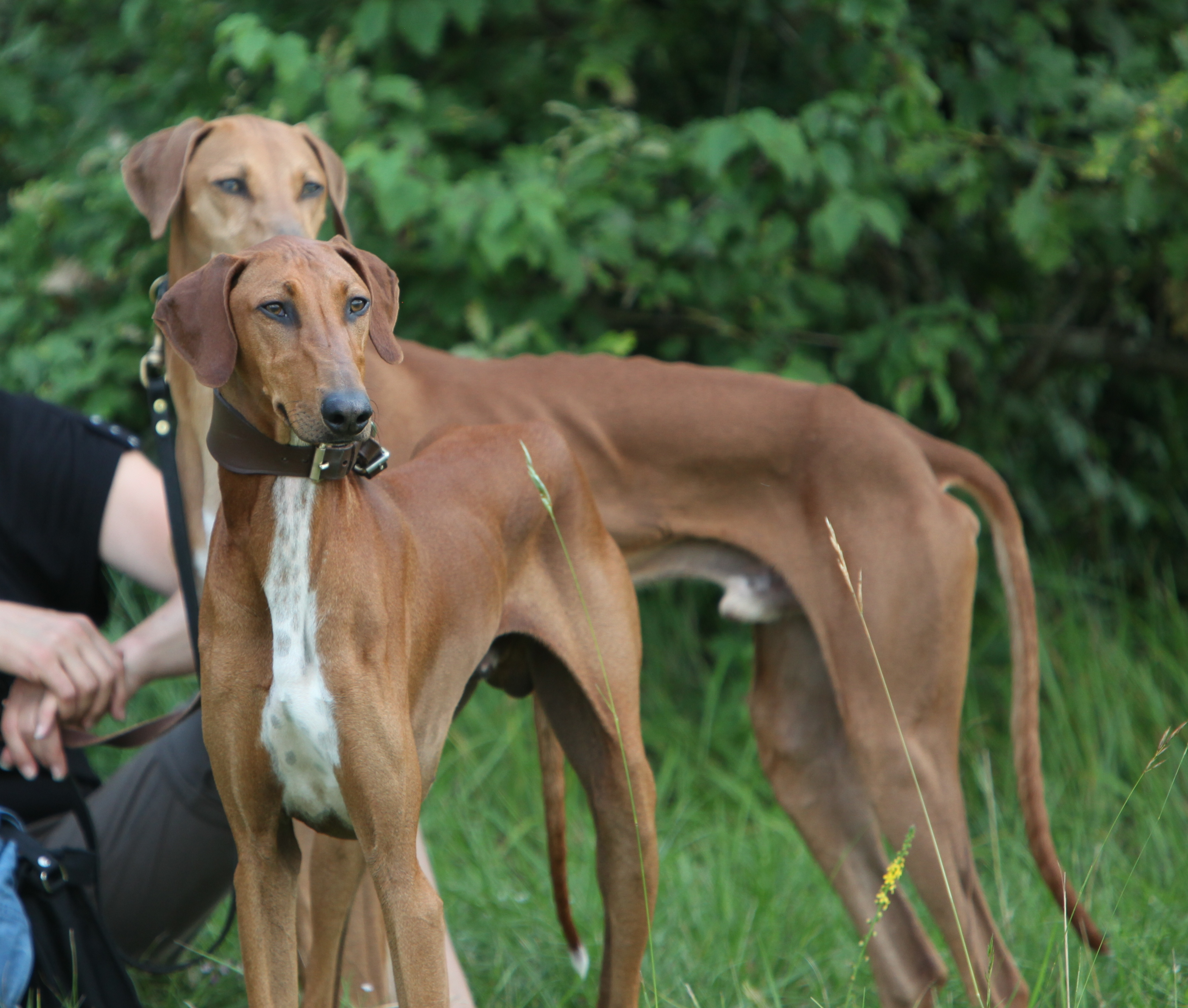
Fahim Kel Az'Amour et Goumsao de Nulle Part Ailleurs.
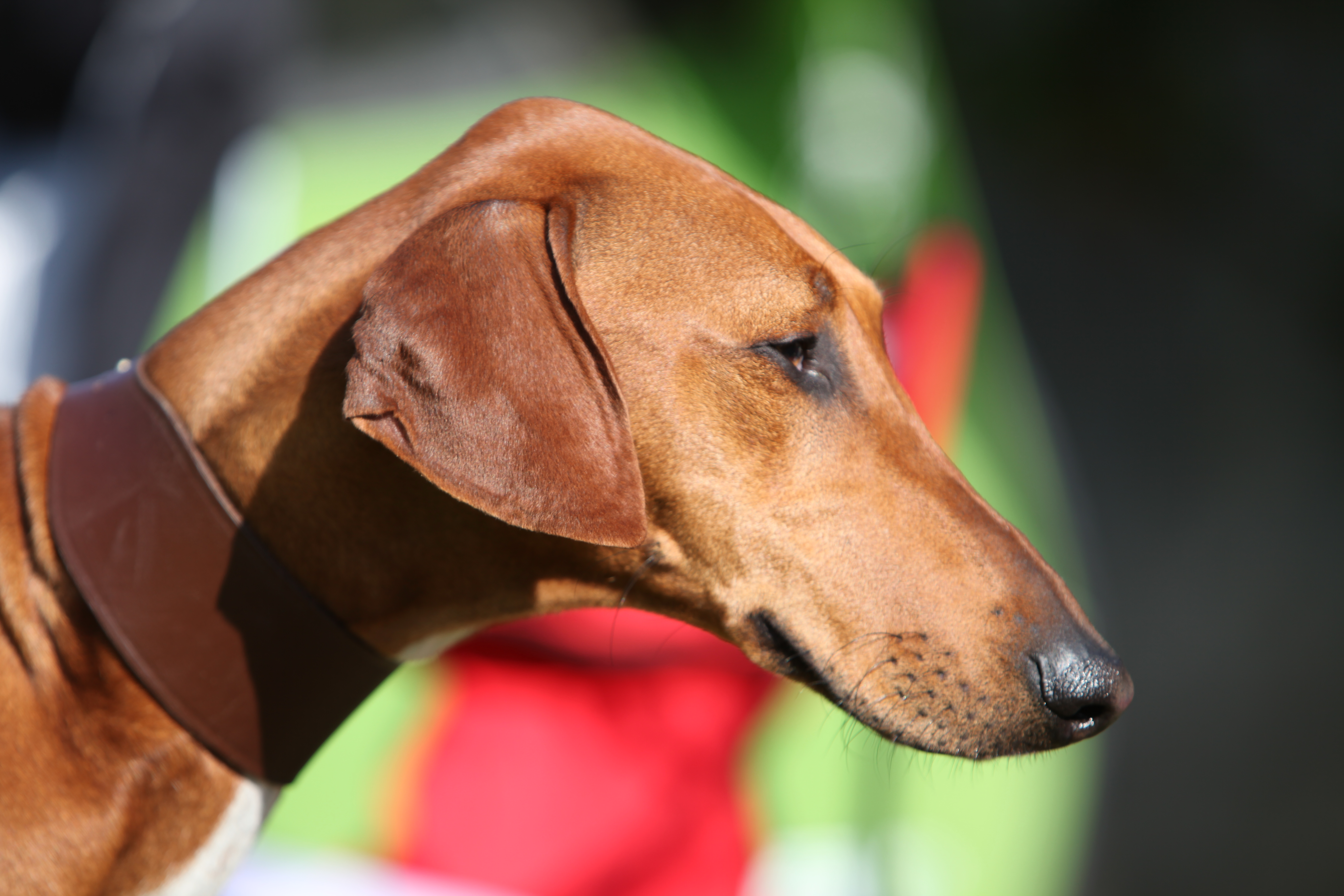
Tête d'azawakh.
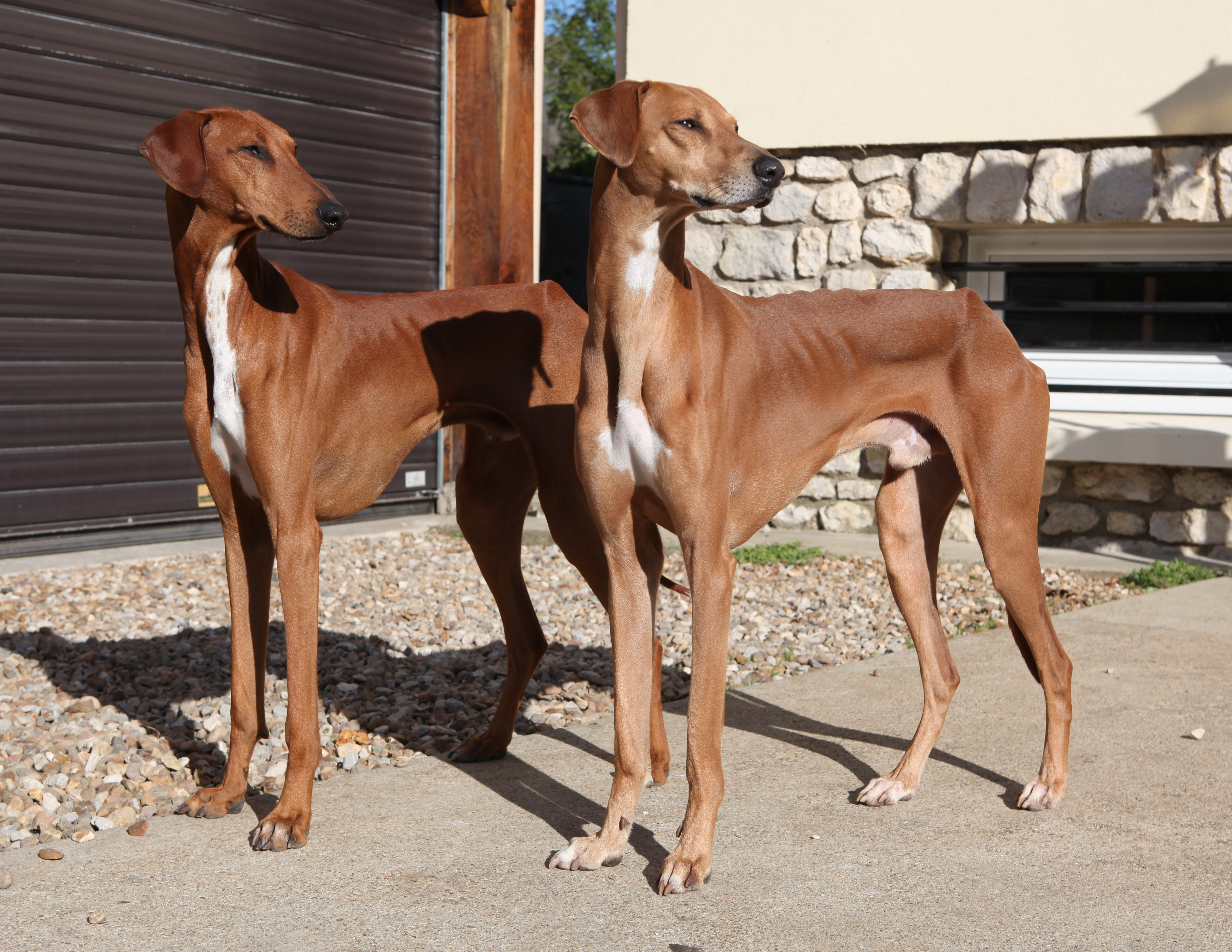
Fahim Kel Az'Amour et Goumsao de Nulle Part Ailleurs.
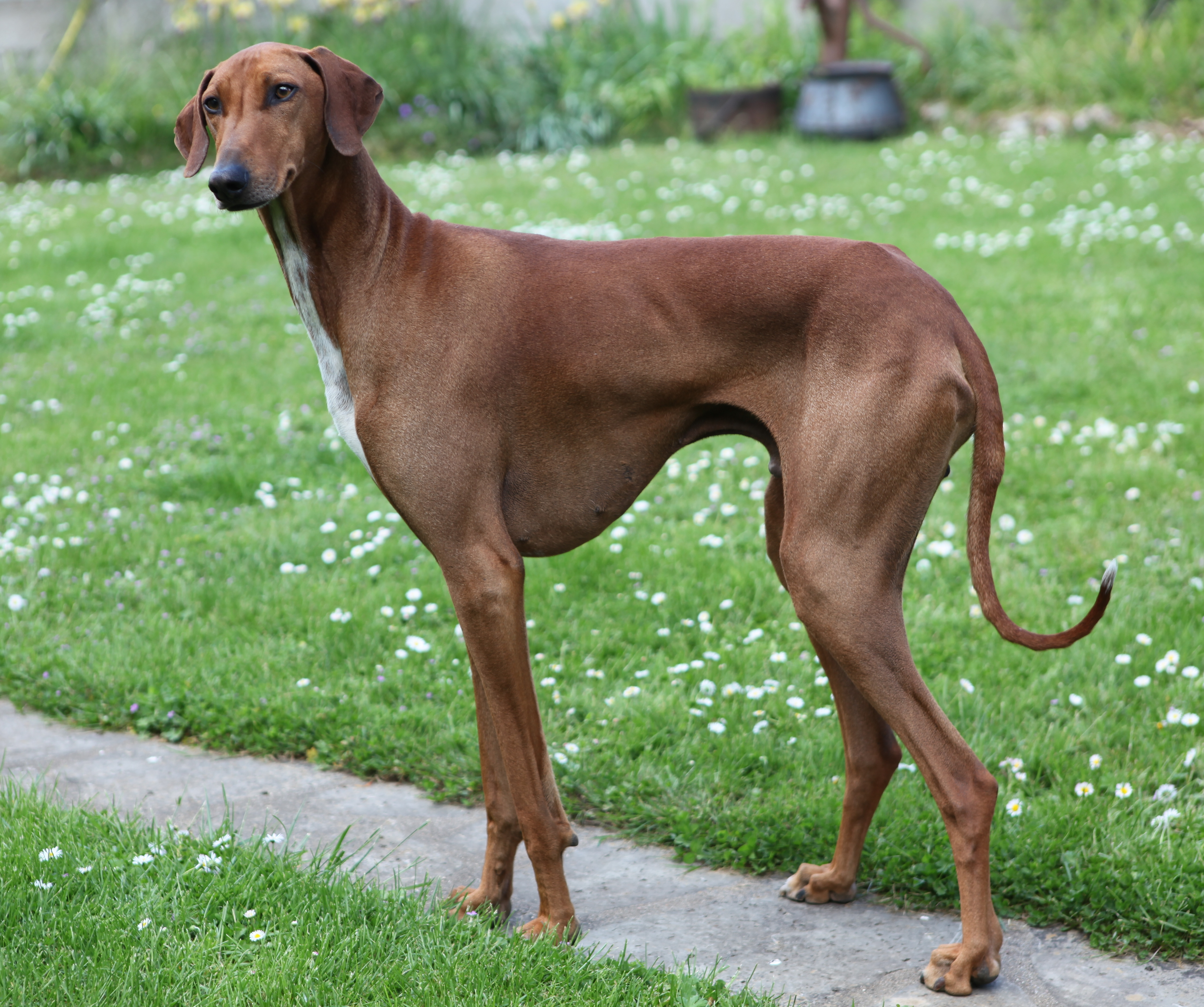
Goumsao de Nulle Part Ailleurs.

## Sport
- Épreuves de courses sur cynodromes ou racing.
- La poursuite à vue sur leurre (PVL) ou coursing.
- Chasse au faisan.

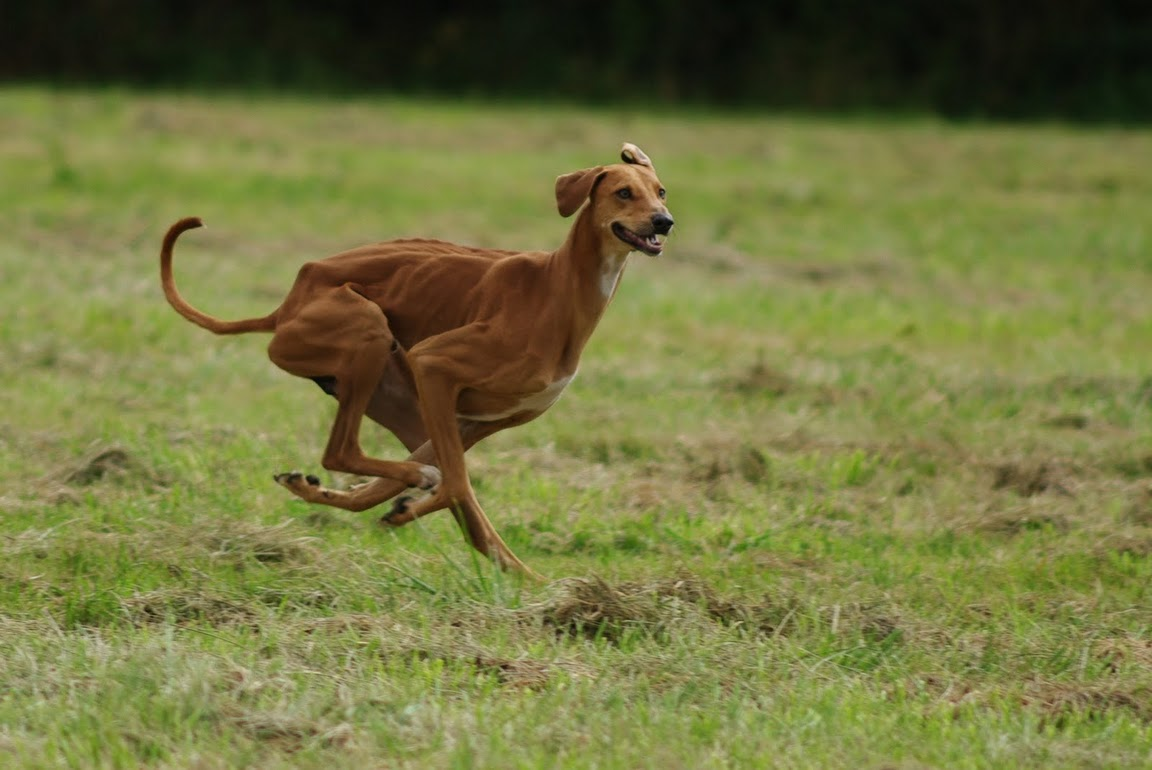
Un Fahim Kel Az'Amour lors d'une poursuite à vue sur leurre.
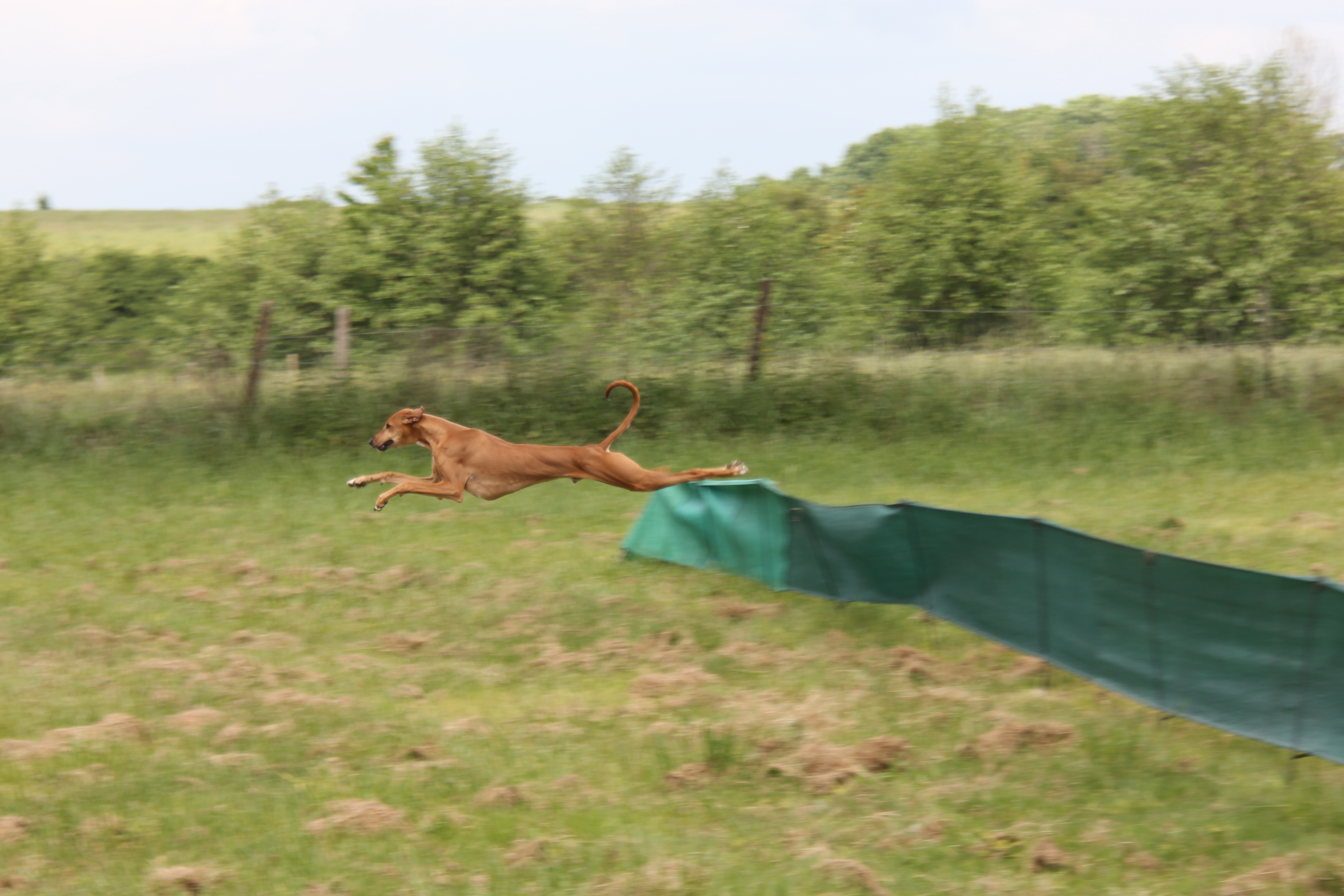
Un Fahim Kel Az'Amour lors d'une poursuite à vue sur leurre.
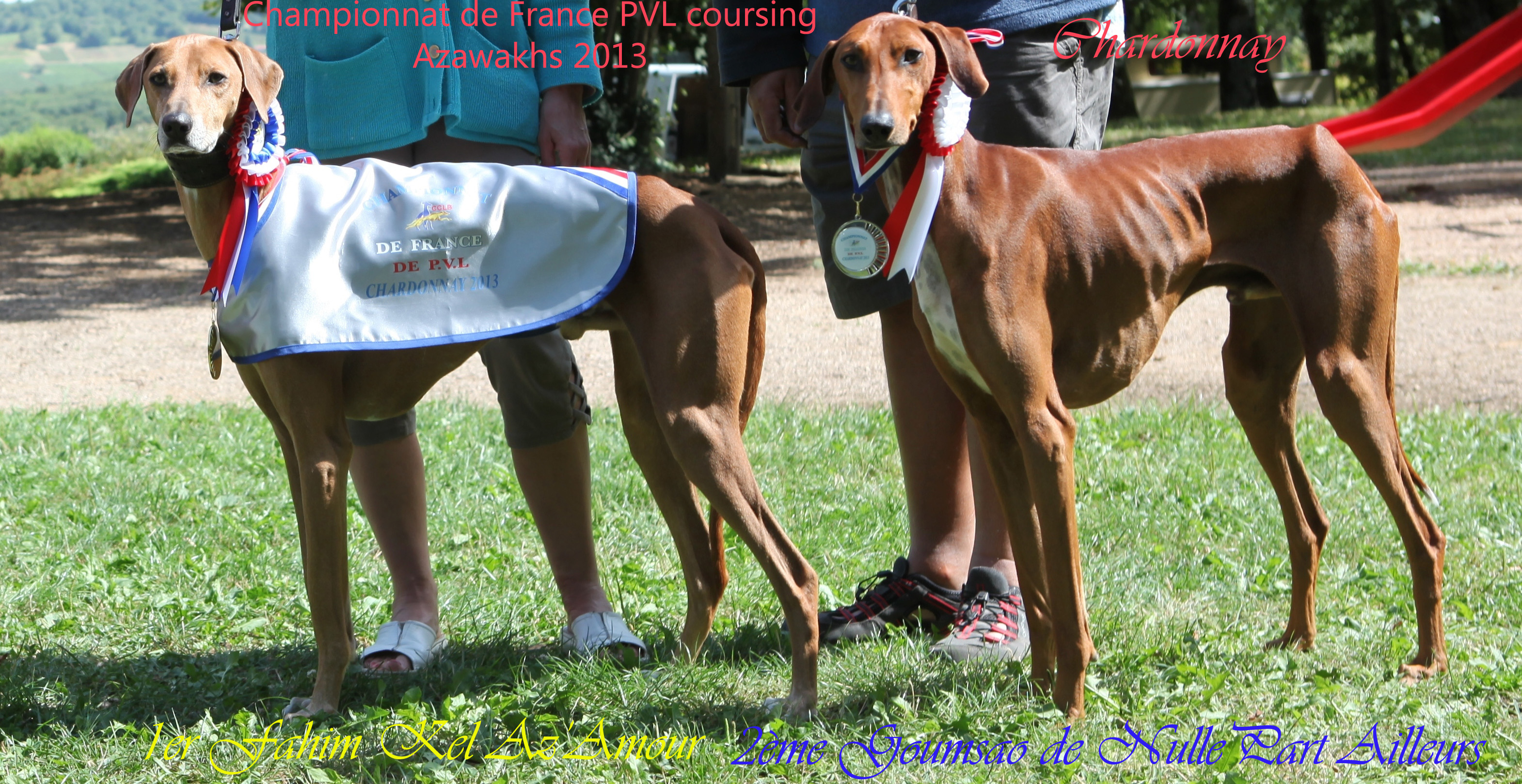
Deux azawakh aux championnats de France de Chardonnay en 2013.